# Aszerdusz
Aszerdusz (vagy Aszertu, hettita Ašertu/Ašerduš) a hettita vallás egyik anya- és termékenységistennője. Késői átvétele a nyugati sémi (amorita) Asertu kultuszának, aki viszont azonos az ugariti Atirattal. Ugyanezen istennő változatai Asera és Astaróth is. Elkunirsza (El-qōne-ereš, akkádul Él, a Föld teremtője) hitvese. Tiszteletének első nyoma az 1950-ben megtalált, CTH#342 számú, Elkunirsza és Aszerdusz vagy Aszertu és a Viharisten címen ismert mitológiai táblákból ismert. A Viharisten nevét a szövegben mindenhol a DU logogrammal írták, ami Tarhuntaszra utal, nem a késői változatára, Teszubra.
A táblák tizenkét töredékben maradtak fenn és az i. e. 14. századból származnak. A mítosznak több változata terjedt az ókori Keleten, az istennő a csábító szerepet játssza, aki elutasításra talál. A föníciai mítoszban Baál elutasítja az istennő közeledését, a kánaáni változat a József és Putifárné történetben fogható meg.
A hettita eposzban Aszerdusz a Viharistent kívánja meg. A Viharisten azonban nem kíván vele hálni. Aszerdusz annyira akarja az istent, hogy megfenyegeti: „szavaimmal teszlek tönkre" – amennyiben nem tesz eleget kívánságának. A Viharisten viszont férjét, Elkunirszát tájékoztatja Aszerdusz hűtlenségéről.
Elkinursza csak azt a tanácsot adja neki, hogy ijessze meg a feleségét. Aszerdusz tényleg megretten, amikor a Viharisten közli vele, hogy hetvenhét fiát meggyilkolta. Aszerdusz hét éven át sírt, ez hét aszályos esztendőt okoz a földön – ez a téma is megjelenik a bibliai József történetében az álomfejtéshez kapcsolódó hét szűk esztendő történetében.
Jellegzetes keleti mitológiai fordulattal Aszerdusz bánata kiengeszteli Elkinurszát, és végül a Viharistent bünteti meg: bezárja az Alvilágba. A bátyja kiszabadítására induló Istár motívumánál ér véget a tábla, így az eposz befejezése ismeretlen.

## Forráskiadásai
| Sorszám | Kép | CTH       | Katalógusszám     | Forráskiadás |
| ------- | --- | --------- | ----------------- | ------------ |
| 1.      |     | 342.2.3.A | 1426/u            | KBo 53,4     |
| 2.      |     | 342.2.1.A | Bo 1115           | KUB 60,11    |
| 3.      |     | 342.1.1.B | Bo 1556           | KUB 36,34    |
| 4.      |     | 342.1.1.A | Bo 2567           | KUB 36,35    |
| 5.      |     | 342.1.3.A | Bo 2769a          | KUB 36,38    |
| 6.      |     | 342.1.2.A | Bo 3064           | KUB 12,61    |
| 7.      |     | 342.1.2.A | Bo 3064 + Bo 3273 | KUB 36,37    |
| 8.      |     | 342.1.2.A | Bo 3064 + Bo 4306 | KUB 31,118   |
| 9.      |     | 342.2.1.B | Bo 3077           | KUB 59,66    |
| 10.     |     | 342.2.2.A | Bo 3113           | KUB 59,65    |
| 11.     | –   | 342.2.4.A | Bo 3300           | –            |
| 12.     | –   | 342.2.5.A | Bo 3466           | –            |

Mint a táblázatból látható, a két utolsó töredéknek még nincs forráskiadása. A 11. számúra P. Dardano az StBoT 2006-os 47. kötetében, a 12-re L. Miller a 2004-es StBoT 46-ban hivatkozik.